# 臺北州立臺北第一中學校

1930年代台北一中校旗

台北州立台北第一中學校，簡稱台北一中，是台灣日治時期由台灣總督府建立的中學，1946年1月28日更名為台灣省立台北建國中學，即今日的台北市立建國高級中學。

## 校史

#### 日治时期
- 1898年創校，初名國語學校第四附屬學校增設尋常中等科，同年改為總督府國語學校第二附屬學校中學科，為專收日籍學生的中等學校。
- 1902年改設为臺灣總督府國語學校中學部。
- 1907年獨立設置為台灣總督府中學校。
- 1908年遷入台北市古亭龍口町1-12。
- 1909年開始遷入台灣總督府土木局營繕課的近藤十郎設計的新校舍。
- 1914年發布台灣總督府中學校規則，改名為臺灣總督府台北中學校，在台南成立臺灣總督府台南中學校。
- 1919年發佈《台灣教育令》，總督府採許可制，准許台灣人子弟可以進入日人專用的各學校，試行台日共學。
- 1921年-1920年台灣地方制度劃分為五州二廳。1921年4月1日移交台北州管轄，更名為臺北州立臺北中學校。
- 1922年發布《台灣教育令》第2次修正，實施日台共學，因臺北州立臺北第二中學校成立，改名為臺北州立臺北第一中學校。

#### 第二次世界大戰結束后
- 台北一中和台北四中的台籍學生於10月29日在永樂國民學校（今永樂國小）復課，後來台北三中台籍學生加入，12月5日，遷日新國民學校（今日新國小），12月6日於日新國校辦聯合開學典禮，後以為校慶，以資紀念。
- 台北一中的日籍學生：以台灣省立仁愛中學的名義於原龍口町台北一中校舍繼續上課，旋併入台灣省立和平中學，今師大附中）。
- 1946年1月28日更名為「台灣省立台北建國中學」。

### 歷屆校長
| 日本統治時期                    | 日本統治時期 | 日本統治時期 | 日本統治時期 |
| 任別                            | 任期         | 姓名         | 簡介         |
| ------------------------------- | ------------ | ------------ | ------------ |
| 1                               | 1896年       | 町田則文     |              |
| 2                               | 1902年       | 田中敬一     |              |
| 3                               | 1907年       | 本庄太一郎   |              |
| 4                               | 1907年       | 本庄太一郎   |              |
| 5                               | 1912年       | 廣江萬次郎   |              |
| 6                               | 1913年       | 土屋允安     |              |
| 7                               | 1916年       | 松村傳       |              |
| 8                               | 1925年       | 濱武元次     |              |
| 9                               | 1931年       | 十倉精一     |              |
| 10                              | 1934年       | 高橋隆       |              |
| 11                              | 1938年       | 渡邊節治     |              |
| 12                              | 1942年       | 森長整       |              |
| 13                              | 1944年       | 志波俊夫     |              |
| 民國時期                        |              |              |              |
| 見臺北市立建國高級中學#歷屆校長 |              |              |              |

## 知名教師/校友
- 校友：
  - 史明（施朝暉）：台獨理論家 《台灣人四百年史》作者
  - 杜祖健：國際知名毒物學專家，美國科羅拉多州立大學名譽教授、杜聰明之子
  - 園部逸夫：日本前最高法院法官，日本女性天皇論提出者，日本立命館大學客座教授
  - 楊雲萍：故台灣史學者
  - 徐慶鐘：前行政院副院長、 台大農業學者（李登輝之師）（已故）
  - 石橋政嗣：前日本衆議院議員、日本社會黨委員長（1983-1986）
  - 山本英一郎：日本棒球聯盟會長、亞洲棒球總會會長、國際棒球總會（IBA）副會長（1919-2006）
  - 宮崎剛：日本職棒阪神虎選手，職棒大洋鯨教頭[1]
  - 尾崎秀實：日本《朝日新聞》記者，理查·佐爾格的間諜網一員

- 教師：
  - 町田則文（日语：町田則文）：東京盲學校（日语：東京盲学校）首任校長
  - 松村傳：曾任三重縣立第一中學校（日语：三重県立第一中學校）校長，台北一中校長兼台北高等學校校長。
  - 吉川真次郎：台北一中教諭兼台北高等學校教諭。
  - 小川正：台北一中教諭，後轉任台北高等學校教諭。
  - 小田四郎：台北一中教諭兼台北高等學校教諭。
  - 佐藤春吉：台北一中教諭兼台北高等學校教諭。
  - 塩月善吉：台北一中教諭兼台北高等學校教諭。
  - 船曳實雄：台北一中教務囑託兼台北高等學校教諭。
  - Reginald J. Wilkinson：台北一中雇教師兼台北高等學校雇教師。
  - 新沼佐助：台北一中囑託兼台北高等學校囑託。
  - 山內一夫：台北一中囑託兼台北高等學校囑託。
  - 野間又男：台北一中囑託兼台北高等學校囑託。[2]